# Klauwtjesmosfamilie
De klauwtjesmosfamilie (Hypnaceae) is een familie van mossen uit de orde Hypnales. De familie omvat meer dan 50 geslachten en bijna 600 soorten, waaronder een groot aantal Europese.
In België en Nederland wordt de familie vertegenwoordigd door onder andere het geslacht klauwtjesmos (Hypnum).

## Determinatie

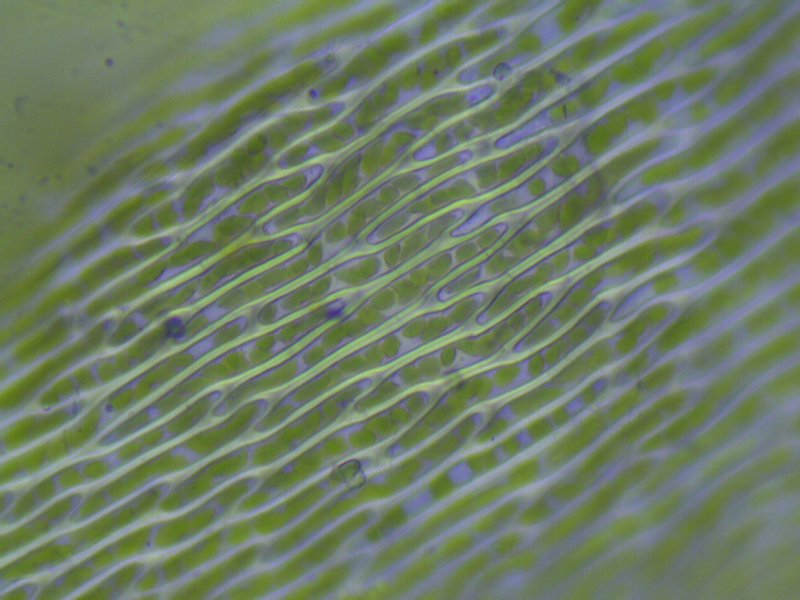
Gesnaveld klauwtjesmos, prosenchymatische bladcellen

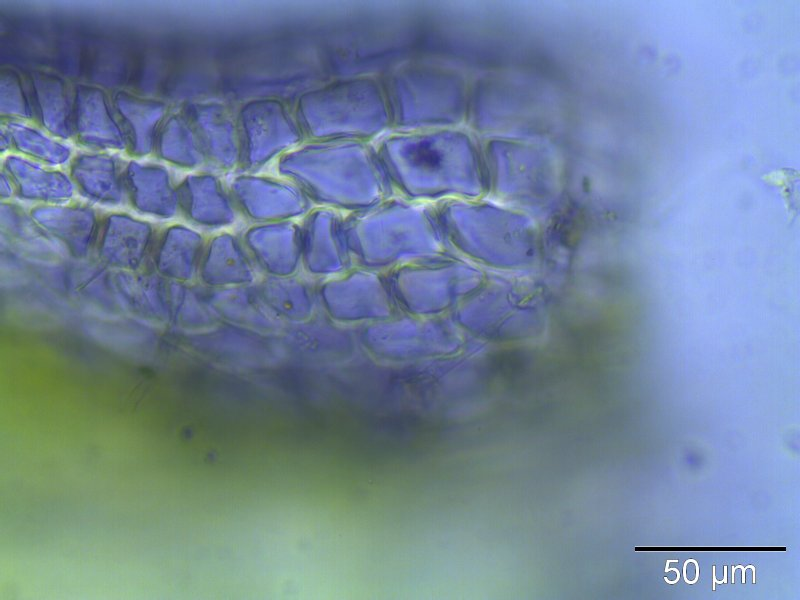
Gesnaveld klauwtjesmos, bladvoet met gedifferentieerde bladhoekcellen

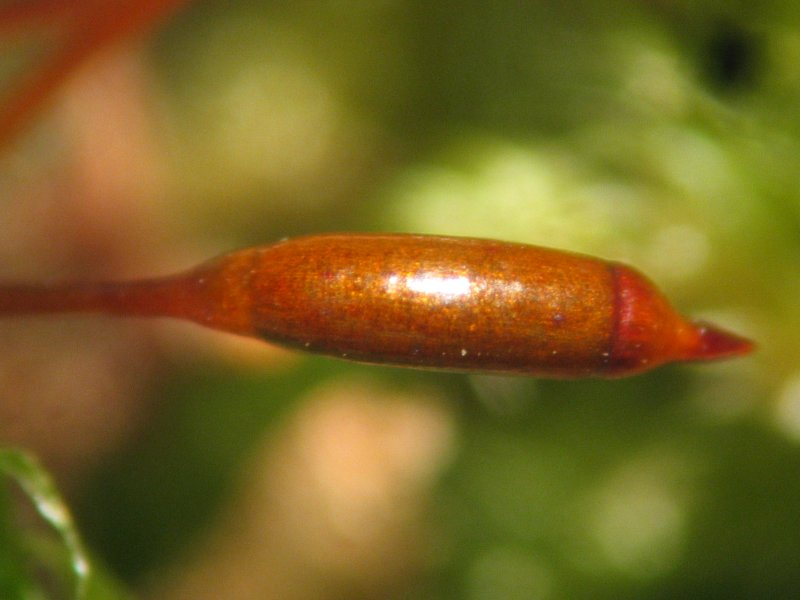
Gesnaveld klauwtjesmos, detail sporogoon met gesnaveld operculum

De klauwtjesmosfamilie omvat slaapmossen met kruipende of rechtopstaande stengels, onregelmatig of geveerd vertakt, met talrijke rizoïden. Een hoofdnerf ontbreekt, ten hoogste is er een korte, dubbele nerf. De bladcellen zijn prosenchymatisch, tien- tot twintigmaal langer dan breed en met spitse uiteinden in elkaar grijpend. De bladhoekcellen, de cellen aan de bladbasis, zijn vaak gedifferentieerd, rond of vierkantig, en met verdikte celwanden. Dikwijls zijn de blaadjes sikkelvormig naar één kant van de stengel gebogen.
De sporofyt bestaat uit een regelmatig gevormd sporenkapsel of sporogoon dat meestal horizontaal of schuin, zelden rechtop, op een lange steel of seta staat. De sporen worden verspreid via een ringvormige, met twee rijen tanden bezette opening, het peristoom, die bij onrijpe kapsels afgesloten wordt door een kegelvormig en kort gesnaveld operculum. Het calyptra of huikje is kapvormig.

## Habitaten verspreiding
De klauwtjesmosfamilie omvat terrestrische, epifytische of lithofytische planten die voorkomen in de meest uiteenlopende biotopen en wereldwijd verspreid zijn.

## Taxonomie
De klauwtjesmosfamilie omvat 65 geslachten met ongeveer 595 soorten. Alhoewel op basis van moleculair onderzoek al heel wat geslachten naar andere families zijn geplaatst, blijkt de familie nog steeds een polyfyletische groep, zodat in de toekomst waarschijnlijk nog wijzigingen in de samenstelling zullen gebeuren.
- Familie: Hypnaceae
  - Geslachten: Acritodon - Andoa - Austrohondaella - Bardunovia - Breidleria - Bryocrumia - Buckiella - Callicladium - Calliergonella - Campylophyllopsis - Campylophyllum - Caribaeohypnum - Chryso-hypnum - Crepidophyllum - Ctenidiadelphus - Cyathothecium - Dacryophyllum - Ectropotheciella - Ectropotheciopsis - Ectropothecium - Elharveya - Elmeriobryum - Entodontella - Eurohypnum - Foreauella - Gammiella - Giraldiella - Gollania - Hageniella - Herzogiella - Homomallium - Hondaella - Horridohypnum - Hyocomium - Hypnum - Irelandia - Isopterygiopsis - Leiodontium - Leptoischyrodon - Macrothamniella - Mahua - Microctenidium - Mittenothamnium - Nanothecium - Orthothecium - Phyllodon - Plagiotheciopsis - Platydictya - Platygyriella - Podperaea - Pseudohypnella - Pseudotaxiphyllum - Ptilium - Pylaisia - Rhacopilopsis - Rhizohypnella - Sclerohypnum - Stenotheciopsis - Stereodon - Stereodontopsis - Syringothecium - Taxiphyllopsis - Taxiphyllum - Vesicularia - Wijkiella